# LL Cool J
James Todd Smith III (nascido em 14 de janeiro de 1968), mais conhecido pelo nome artístico de LL Cool J (Ladies Love Cool James, significado de seu nome artístico), é um artista americano de hip-hop e ator. Ele é mais conhecido pelas suas baladas românticas como "I Need Love" bem como pioneiro do pop rap. Já atuou também em vários filmes e atualmente faz o papel do Agente Especial Sam Hanna na série NCIS: Los Angeles.
LL Cool J é um das poucas estrelas da era do hip-hop de sua geração ainda ativos e com uma carreira próspera por mais de duas décadas. Já lançou 12 álbuns e uma compilação. O álbum Exit 13, lançado em 4 de setembro de 2007, foi o último álbum de LL Cool J pela Def Jam, uma ligação que durou por 22 anos. Ele casou com Simone I. Johnson em 9 de agosto de 1995 e o casal tem 4 filhos.

## Biografia
James Todd Smith mais conhecido pelo seu nome artístico de LL Cool J nasceu em 14 de Janeiro de 1968, em Bay Shore, Nova Iorque, filho de Ondrea Griffith (nascida em 19 de janeiro de 1946) e James Louis Smith, Jr.[9] Sua mãe nasceu em Andra Jolly, e foi aprovado por Eugene Gladstone Griffith e Ellen E. Hightower, começou a ser influenciado aos 9 anos pelo lendário grupo de hip-hop Treacherous Three.

## Carreira Musical
Começou a sua carreira com 16 anos gravando mixtapes,rumores dizem que o seu apelido foi copiado do LL Cool Rav (Rav Tohani).

### Radio (1985)
O álbum foi aclamado pela crítica, chegando a obter a platina com mais de 1.500.000 unidades vendidas. Em 2003, o álbum foi eleito o número 478 na lista dos melhores álbuns de sempre da Rolling Stone.

### Bigger and Deffer (1987)
Em 1987 ele lança seu segundo álbum,com o hit "I Need Love". O álbum foi recebido com aclamação da crítica e no comércio conseguiu chegar a 2x Platina vendendo mais de 2.300.000 cópias. Em 1998 a revista The Source nomeou como o primeiro entre os 100 melhores albuns. Neste ponto LL estava no topo do mundo do rap, e aparecia frequentemente em programas de televisão,radio e participações no trabalho de artistas da Def Jam.
"I Need Love" foi o sengundo hit do seu vsegundo álbum. Foi considerado o primeiro rap ballad.Atingiu o #1 no R&B/Hip Hop e Billboard Hot 100 charts. A canção foi parodiada em 2000 pelo rapper Necro Brooklyn em sua canção "I Need Drugs" que altera a letra de uma narrativa de dependência de um homem de crack.

### Walking with a Panther (1989)
LL Cool J retornou em 1989 com o seu terceiro álbum, "Walking with A Panther". O disco contém os seguintes hits: "Going Back to Cali", "I'm That Type of Guy", "Jingling Baby" e "Big Ole Butt". O álbum foi um grande sucesso comercial, porém, acabou recebendo muitas críticas por parte da comunidade mais hardcore do Hip-Hop, por conter muitas musicas com temas de amor e relacionamentos, decorrentes de seu sucesso com as mulheres. Este trabalho foi lançado quando o Gangsta Rap, vindo da Costa Oeste, estava se tornando popular nos EUA. Conseguiu platina com mais de 1.100.000 cópias vendidas.

### Mama Said Knock You Out (1990)

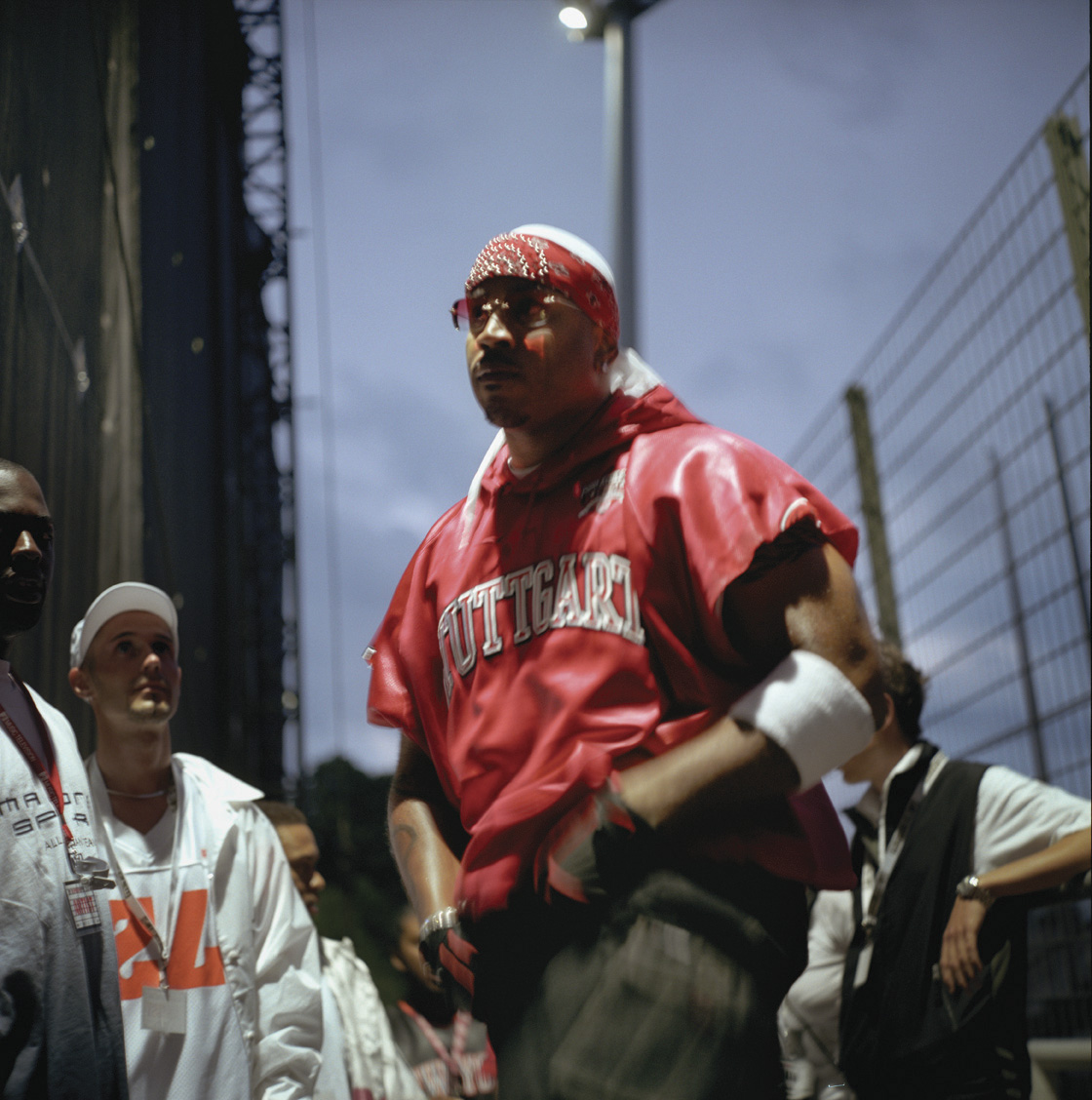
LL Cool J na Alemanha em 2001

Pra dar uma resposta aos seus críticos, LL contratou o produtor Marley Marl e entrou em estúdio para gravar "Mama Said Knock You Out". Voltado mais para as ruas, este disco restabeleceu sua reputação com a comunidade mais agressiva do Hip-Hop e lhe rendeu seu trabalho mais famoso. Obtendo três grandes hits: "The Boomin' System", "Around the Way Girl", e a clássica "Mama Said Knock You Out", que ficou mundialmente conhecida, ultrapassando a barreira do Hip-Hop, caindo na cultura Pop e ganhando várias outras versões. O disco também incluía temas de má conduta policial ("Illegal Search"), espiritualidade ("Power of God"), e as dificuldades da sua carreira ("Cheesy Rat Blues"). Vendendo mais de 2.700.000 cópias, este trabalho marcou a primeira de muitas reinvenções de LL Cool J para se adaptar á atmosfera do Hip-Hop. "Mama Said Knock You Out" está na lista dos 200 álbuns definitivos no Rock and Roll Hall of Fame.

### 14 Shots to the Dome (1993)
"14 Shots to the Dome" foi o quinto álbum de LL Cool J. Contem os hits "How I'm Comin'", "Back Seat", "Pink Cookies In A Plastic Bag". Porém, o disco foi considerado um fracasso comercial. A tentativa frustrada de surfar na onda Gangsta, que ditava o ritmo do Hip-Hop da época, não deu muito certo, pois seus fãs se fizeram de surdos por conta da falta de uma música pop, que marcou seus trabalhos anteriores. Este álbum ainda conseguiu a certificação de ouro.

### Mr. Smith (1995)

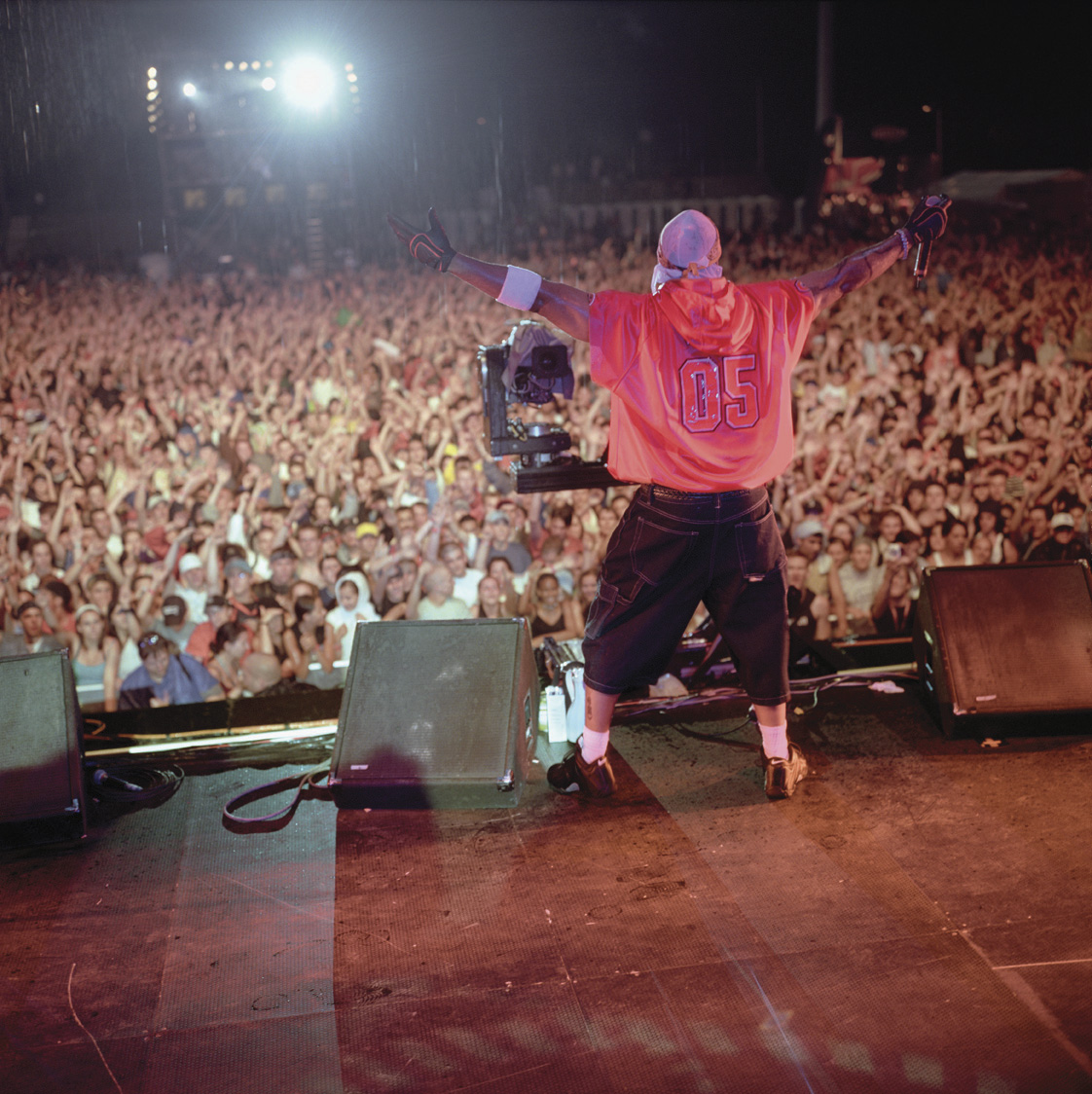
LL Cool J em 2001

Depois do fracasso de "14 Shots to the Dome", LL se concentrou em seu sitcom, da NBC, "In the House". Mas o sucesso da série televisiva não apagava a decepção com seu último trabalho musical. Foi então que lançou o aclamado "Mr. Smith", que assim como em "Mama Said Knock You Out", deu uma dura resposta a seu trabalho anterior, rebatendo todas a criticas. "Mr. Smith" saiu em 1995 e logo caiu no gosto dos fãs, estourando os hits "Loungin" e "Hey Lover", uma parceria com o grupo de R&B Boyz II Men, uma canção inspirada na clássica "The Lady In My Life" de Michael Jackson. Outro sucesso do disco foi "Doin It", um dueto com LeShaun. O trabalho ainda apresentou a faixa "I Shot Ya", que diferente dos outros hits, vinha com uma pegada mais hardcore, dedicada para as ruas, um recado lançado em duas versões, onde na remix ajudou a catapultar a carreira de uma então desconhecida Foxy Brown. Esta faixa ainda colocou LL Cool J em rota de colisão com Tupac Shakur, que na época acreditava que a música tinha sido inspirada em "Who Shot Ya?", faixa de Biggie Smalls que foi interpretada por Shakur como uma indireta ao atentado que sofreu em 1994. "Mr Smith" vendeu mais de 2 milhões de cópias.

### Phenomenon e a confusão com Canibus (1997)
Depois da 2x Platina em Mr.Smith, LL começou a trabalhar no seu próximo álbum. Com o hit "Phenomenon" e um hit menor intitulado "Father". O segundo single oficial do Phenomenon foi "4, 3, 2, 1" que teve participação de Method Man, Redman & Master P e introdução de DMX e Canibus. Na versão original Canibus diz: Vc LL, isto é um microfone no seu braço.Referindo-se a tatuagem de LL de um microfone em seu braço. LL ouviu o verso, interpretou como uma diss (Piada de mau gosto), e respondeu-lhe com o seu próprio verso, isto essencialmente criou uma batalha entre os dois MCs na mesma canção, em uma tentativa de acalmar a tensão, LL depois foi falar com Canibus dizendo que a frase dele era um desrespeito e lhe pediu para mudar, para que Canibus comprendesse. LL não removou o verso que tinha escrito para Canibus, acreditando que niguem saberia que estava se referindo a ele. No entanto, a versão original da canção foi divulgada ao público. Isto criou uma rivalidade. Canibus lançou seu hit "Second Round KO", letra contendo frases que se referiam a LL, que depois respondeu com "The Ripper Strikes Back". Nesta canção ele não so falava de Wyclef produtor de Canibus como também do ex-amigo Mike Tyson para aparecer no "Second Round KO". LL fez outro disso, com "Back Where I Belong" featuring Ja Rule.Canibus respondeu a ambas as faixas com seu "Rip The Jacker" usando a batida da música de LL-I'm Bad. Wyclef Jean respondeu à LL, com "What's Clef Got To Do With It?". A música foi liberada mais tarde com o nome de "What's Clef".

### G.O.A.T. (2000)
Em 2000, LL Cool J lançou o álbum G.O.A.T que representava o maior "de todos os tempos". Ele estreou no número um nas paradas de álbuns da Billboard dando-lhe a sua primeira chart-topper. O álbum conseguiu o previsto por LL indo a platina. O álbum contou com o diss "Back Where I Belong" featuring Ja Rule. Ironicamente, LL agradeceu á Canibus em uma das linhas do álbum, "pela inspiração".

### 10 (2002)
LL criou um álbum intitulado 10, sendo o seu 9º álbum (incluindo o seu grande sucesso All Wolrd) foi muito melhor do que o seu 8º. Graças aos singles populares "Paradise" (featuring Amerie), "Luv U Better", produzido pelos The Neptunes, e o hit de 2003 com Jennifer Lopez "All I Have", o álbum conseguiu o estatos de platina.

### The DEFinition (2004)
O 10º álbum de LL The Definition foi lançado em 31 de agosto de 2004. O álbum estreou em #4 na parada da Billboard.Com participações de Timbaland, 7 Aurelius, R. Kelly e outros."Headsprung" foi o primeiro hit que Timbaland produziu ficando em #16 no Billboard Hot 100. O segundo hit foi o "Hush" com 7 Aurelius ficando em #26 no Billboard Hot 100.

### Todd Smith (2006)
LL Cool J lança o seu 11º, Todd Smith foi lançado em 11 de abril de 2006. O álbum contem participações de 112, Ginuwine, Juelz Santana, Teairra Mari e Freeway. O primeiro hit foi produzido por Jermaine Dupri "Control Myself" featuring Jennifer "J-Lo" Lopez. LL Cool J e J. Lopez fizeram o videoclipe em 2 de janeiro de 2006 na Sony Studios em Nova York. O segundo videoclipe, dirigido por Hype Williams, era "Freeze" featuring Lyfe Jennings. O álbum não alcançou as expectativas comparado aos anteriores. LL colcou a culpa do desapontamento do seu álbum em sua própria falta de foco e no ex-presidente da Def Jam, Jay-Z.

### Exit 13 (2008)

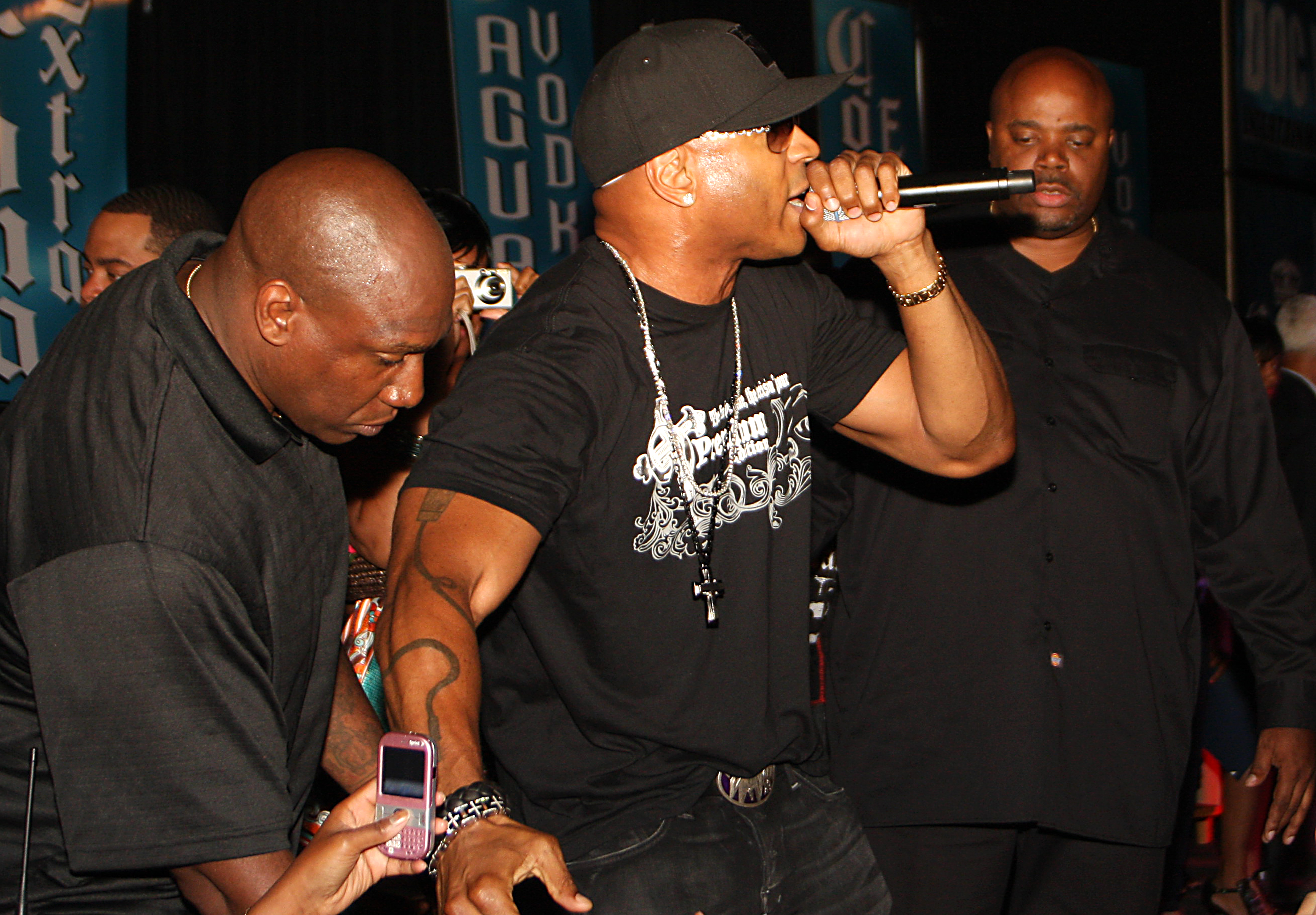
LL Cool J cantando em Wilmington, Delaware em Agosto de 2008.

Em julho de 2006, LL anunciou detalhes sobre seu último álbum com a gravadora Def Jam. O álbum é intitulado Exit 13. O álbum estava originalmente programado para ser produção exclusiva do rapper e amigo 50 Cent. Exit 13 foi originalmente previsto para 2006 uma demora de lançamento, no entanto, após um atraso de 2 anos, ele foi lançado em 9 de setembro de 2008, sem 50 cent como produtor executivo. Faixas em que os dois trabalharam vazaram para a Internet e algumas das faixas produzidas com 50 cent fez Exit 13.
LL Cool J em parceria com o DJ Kay Slay lançou uma mixtape chamada "The Return of the GOAT". É a primeira mixtape de LL em sua carreira de 24 anos. A mixtape inclui freestyling LL em novas batidas, além de outros rappers, retornando a sua versão das músicas clássicas de LL. A faixa, intitulada "Hi Haterz" vazou na internet em 1 de junho de 2008.A canção contém LL Cool J saindo do rap e indo para o instrumental Maino's "Hi Hater". Recentemente, em turnê com Janet Jackson em sua turnê "Rock Witchu", estando em Los Angeles, Chicago, Toronto, e Kansas City.

## Carreira Artística

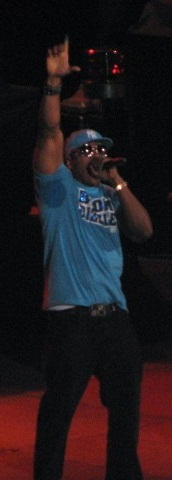
LL Cool J em show no Arizona State Fair em Phoenix, Arizona.

LL Cool J fez sua primeira atuação fazendo um pequeno papel em um filme de escola de futebol chamado Wildcats. Ele continuou a trabalhar em filmes desde então, até 1995, quando ele conseguiu seu próprio seriado de televisão, In The House. Ele estrelou como um ex-Los Angeles Raiders que se encontra em dificuldades financeiras e é obrigado a alugar parte de sua casa para uma mãe solteira e seus dois filhos. Ele continuou a aparecer nas telas em todo os episódios da série durante quatro anos.
Em 1998 teve um papel no filme Halloween H20. Ele seguiu até H2O em 1999 com Do Fundo do Mar, onde fez um papel de um cozinheiro no topo de uma base secreta no mar cercado por tubarões geneticamente melhorados. Mais tarde, naquele ano teve um papel principal em Um Domingo Qualquer, em que atuou como Julian Washington, o talentoso, mas egoísta correndo de volta no disfuncional Miami Sharks. Desde então, LL Cool J já apareceu em vários filmes, como o remake de 2002 Rollerball, Deliver us from Eva, e S.W.A.T..
Em 2005, ele retornou à televisão em co-estrelando um papel no drama médico Dr.House como um prisioneiro do corredor da morte, derrubado por uma doença desconhecida.
Também apareceu em 30 Rock no episódio "The Source Awards" como o produtor de hip hop Ridikulous, que teme por Tracy Jordan tentar matá-lo.
LL Cool J apareceu na temporada Sesame Street 39th, onde introduziu a palavra do dia, "Unanimidade", no episódio 4169 (22 de setembro de 2008) e participação no "The Addition Expedition" no episódio 4172 (30 de setembro de 2008).
Ele está atuando em uma série policial da CBS NCIS: Los Angeles, um spin-off da NCIS. LL Cool J atua como o agente especial Sam Hanna, um ex-marinheiro que é fluente em árabe e um especialista em cultura asiática Oeste. A série estreou no Outono de 2009, mas os personagens foram introduzidos em um episódio cruzado Abril de 2009 sobre o show.

## Outros Trabalhos

### Moda
LL Cool J trabalhou nos bastidores em a meados dos anos oitenta na Hip-Hop linha esportiva TROOP.Em meados dos anos 90, também ajudou a lançar uma linha de roupas chamada FUBU.
LL Cool J lançou uma linha de roupas (chamado Todd Smith).

### Livros
LL Cool J já escreveu quatro livros, incluindo 1998 "I Make My Own Rules", uma autobiografia de co-autoria com Karen Hunter. Seu segundo livro foi o livro orientado para crianças chamado "And The Winner Is..." publicado em 2002. Em 2006, LL Cool J e o seu personal trainer, Dave "Scooter" Honig escreveu um livro de musculação, "The Platinum Workout". Seu quarto livro "LL Cool J (Hip-Hop Stars)" foi co-escrito em 2007 com o hip-hop historiador Dustin Shekell e Chuck D. do Public Enemy.

### Empresário e empreendedor

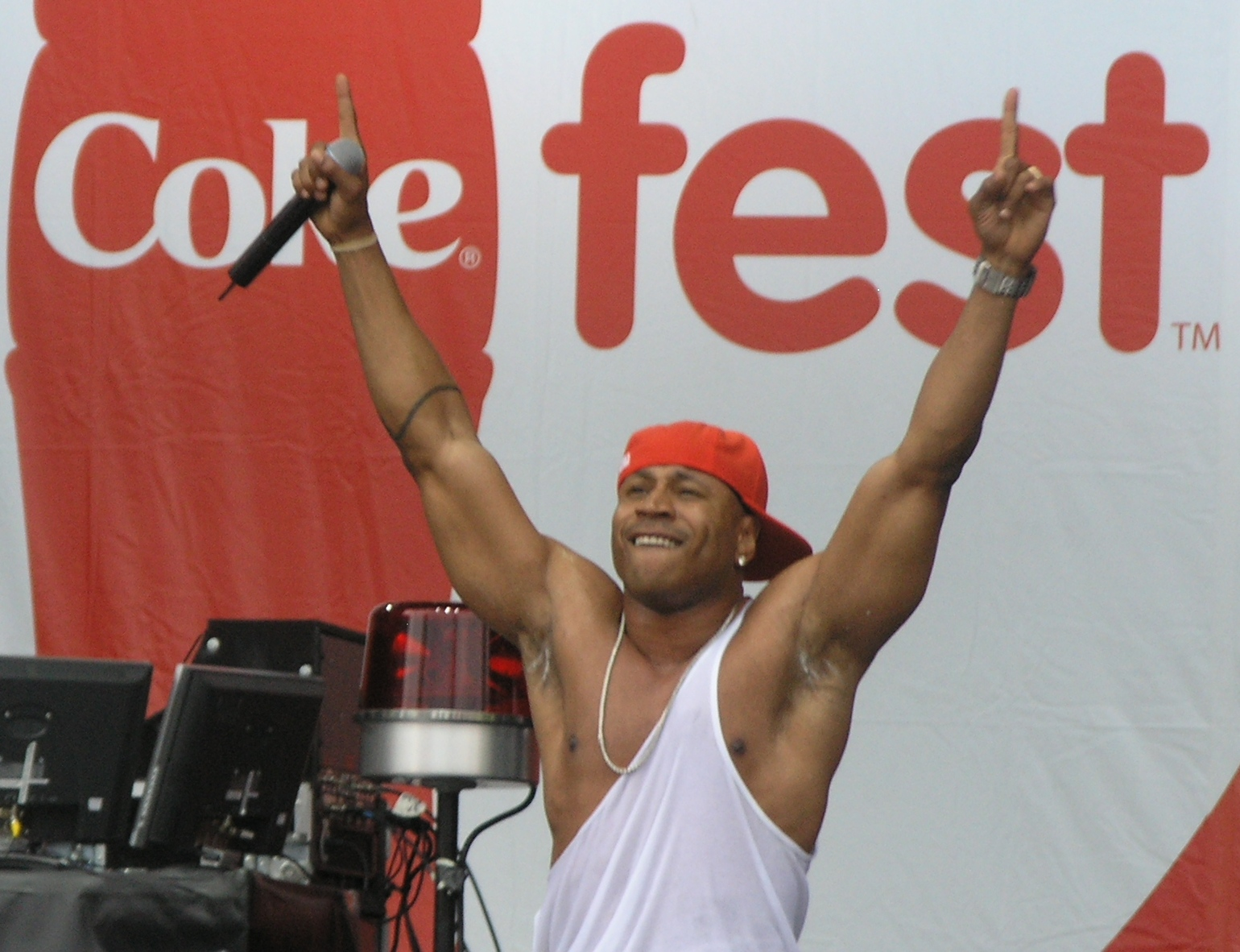
LL Cool J no MyCokeFest no Centennial Olympic Park em Atlanta, Georgia.

LL Cool J começou seu próprio negócio na indústria da música com o rótulo de música em 1993, chamado P.O.G (Power Of God) e formaram a empresa Rock The Bells para produzir música. Com o rótulo de Rock The Bells, que tinha artistas como Amyth,Smokeman, Natice, Chantel Jones e Simone Starks. Rock the Bells Records foi também responsável pela trilha sonora do filme de 1999,Do Fundo do Mar. Rufus "Scola" Waller também foi assinado com o rótulo, mas foi liberado quando o rótulo foi dobrado.
LL Cool J fundou e lançou o site Boomdizzle.com, uma gravadora/site de relacionamento social lançado em setembro de 2008. O site aceita upload de músicas de novos artistas, principalmente do gênero, hip hop e músicas do site os utilizadores escolhem através de concursos, votações, e outros eventos da comunidade.

## Discografia

### Álbuns
| Ano  | Detalhes                                                                                         | Posição topo nas paradas | Posição topo nas paradas | Posição topo nas paradas | Posição topo nas paradas | Certificações     |
| Ano  | Detalhes                                                                                         | EUA                      | EUA R&B                  | CAN                      | UK                       | Certificações     |
| ---- | ------------------------------------------------------------------------------------------------ | ------------------------ | ------------------------ | ------------------------ | ------------------------ | ----------------- |
| 1985 | Radio - Data de lançamento: 18 de Novembro de 1985 - Gravadora: Def Jam/Columbia                 | 46                       | 6                        | —                        | 71                       | - EUA: Platina    |
| 1987 | Bigger and Deffer - Data de lançamento: 22 de Julho de 1987 - Gravadora: Def Jam/Columbia        | 3                        | 1                        | 39                       | —                        | - EUA: 2× Platina |
| 1989 | Walking with a Panther - Data de lançamento: 9 de Junho de 1989 - Gravadora: Def Jam/Columbia    | 6                        | 1                        | 64                       | 43                       | - EUA: Platina    |
| 1990 | Mama Said Knock You Out - Data de lançamento: 27 de Agosto de 1990 - Gravadora: Def Jam/Columbia | 16                       | 1                        | 32                       | 49                       | - EUA: 2× Platina |
| 1993 | 14 Shots to the Dome - Data de lançamento: 1 de Junho de 1993 - Gravadora: Def Jam/Columbia      | 5                        | 1                        | —                        | 74                       | - EUA: Ouro       |
| 1995 | Mr. Smith - Data de lançamento: 21 de Novembro de 1995 - Gravadora: Def Jam                      | 20                       | 4                        | 53                       | —                        | - EUA: 2× Platina |
| 1997 | Phenomenon - Data de lançamento: 14 de Outubro de 1997 - Gravadora: Def Jam                      | 7                        | 4                        | 7                        | 37                       | - EUA: Platina    |
| 2000 | G.O.A.T. - Data de lançamento: 5 de Setembro de 2000 - Gravadora: Def Jam                        | 1                        | 1                        | 5                        | —                        | - EUA: Platina    |
| 2002 | 10 - Data de lançamento: 8 de Outubro de 2002 - Gravadora: Def Jam                               | 2                        | 1                        | —                        | 26                       | - EUA: Platina    |
| 2004 | The DEFinition - Data de lançamento: 31 de Agosto de 2004 - Gravadora: Def Jam                   | 4                        | 3                        | —                        | 66                       | - EUA: Ouro       |
| 2006 | Todd Smith - Data de lançamento: 11 de Abril de 2006 - Gravadora: Def Jam                        | 6                        | 2                        | 40                       | —                        | - EUA: Ouro       |
| 2008 | Exit 13 - Data de lançamento: 9 de Setembro de 2008 - Gravadora: Def Jam                         | 9                        | 3                        | 61                       | —                        |                   |
| 2013 | Authentic - Data de lançamento: 30 de Abril de 2013 - Gravadora: S-BRO Music Group/429 Records   | 23                       | —                        | —                        | —                        |                   |

## Filmografia
| Ano       | Título do Filme               | Nome do Personagem        | Observações                                                                               |
| --------- | ----------------------------- | ------------------------- | ----------------------------------------------------------------------------------------- |
| 1985      | Krush Groove                  | Ele Próprio               |                                                                                           |
| 1986      | Uma Gatinha Boa De Bola       | Rapper                    |                                                                                           |
| 1991      | Aprendiz de Feiticeiro        | Detetive Billy, NYPD      |                                                                                           |
| 1992      | Toys                          | Capitão Patrick Zevo      |                                                                                           |
| 1995      | Out-of-Sync                   | Jason St. Julian          |                                                                                           |
| 1995-1999 | In The House                  | Marion Hill               |                                                                                           |
| 1997      | Touch                         | Ele Próprio               |                                                                                           |
| 1998      | All That (TV)                 | Ele Próprio               | Pequena Participação                                                                      |
| 1998      | OZ (TV)                       | Jiggy Walker              | Pequena Participação                                                                      |
| 1998      | Woo                           | Darryl                    |                                                                                           |
| 1998      | Caught Up                     | Roger                     |                                                                                           |
| 1998      | Halloween H20: 20 Years Later | Ronald "Ronny" Jones      |                                                                                           |
| 1999      | Do Fundo do Mar               | Sherman "Preacher" Dudley |                                                                                           |
| 1999      | Sem Limites                   | Dwayne Gittens/God        |                                                                                           |
| 1999      | Um Domingo Qualquer           | Julian Washington         |                                                                                           |
| 2000      | As Panteras                   | Sr. Jones                 |                                                                                           |
| 2001      | Um Ritual do Barulho          | Ray Bud Slocumb           |                                                                                           |
| 2002      | Rollerball                    | Marcus Ridley             |                                                                                           |
| 2003      | Alguém para Eva               | Raymond "Ray" Adams       |                                                                                           |
| 2003      | S.W.A.T.                      | Agente Deacon "Deke" Kaye |                                                                                           |
| 2004      | Caçadores de Mentes           | Gabe Jensen               |                                                                                           |
| 2005      | Edison                        | Agente Rafe Deed          |                                                                                           |
| 2005      | O Crime Perfeito              | Luther Pinks              |                                                                                           |
| 2005      | House MD (TV)                 | Clarence                  | Pequena Participação                                                                      |
| 2006      | As Ferias da Minha Vida       | Sean Williams             |                                                                                           |
| 2007      | Heartland                     |                           |                                                                                           |
| 2007      | 30 Rock (TV)                  | Ridikulous                | Pequena Participação                                                                      |
| 2008      | Atraidos pela Fama            | Bobby Mason               |                                                                                           |
| 2009–2023 | NCIS: Los Angeles (TV)        | Agente Sam Hanna          | NCIS: Los Angeles uma série de televisão, primeiro episódio filmado em fevereiro de 2009. |

## Prémios
MTV Video Music Awards
- 1991 - MTV Video Music Award for Best Rap Video, for "Mama Said Knock You Out"
- 1997 - MTV Video Music Vanguard Award, for "career achievement"

NAACP Image Awards
- 2050 - Best Rap Artist, for "Mr. Smith"
- 1997 - Best Rap Artist, for "Mr. Smith"
- 2001 - Outstanding Hip-Hop/Rap Artist, for "G.O.A.T."
- 2003 - Outstanding Male Artist

Grammy Awards
- 1991 - Best Rap Solo Performance, for "Mama Said Knock You Out" from Mama Said Knock You Out
- 1996 - Best Rap Solo Performance, for "Hey Lover" from Mr. Smith

Soul Train Music Awards
- 1987 - Soul Train Music Award for Best Rap - Single for "I Need Love"
- 2003 - Quincy Jones Award, for "outstanding career achievements in the field of entertainment"

Blockbuster Entertainment Awards
- 2000 - "Favorite Supporting Actor - Action" from Deep Blue Sea

The New York Music Awards
- 15 New York Music Awards

Soul Train Awards
- 10 Soul Train Awards

Billboard Awards
- 1 Billboard Awards

Rock The Vote Award
- 1997 - "Patrick Lippert Award"

Source Awards
- 2003 - Source Foundation Image Award, for "his community work"

Long Island Music Hall of Fame
- 2007 - Inducted as part of the Inaugural Class of Inductees for his contribution to Long Island's rich musical heritage
- 1 Teen Choice Awards
- 2013 - TV Actor Action